# Strzelęcino
Strzelęcino (kaszb. Strzélencënò) – wieś kaszubska w Polsce położona w województwie pomorskim, w powiecie wejherowskim, w gminie Łęczyce.
Według danych na dzień 31 grudnia 2006 roku wieś zamieszkuje 145 mieszkańców na powierzchni 3,9 km².
W latach 1975–1998 miejscowość administracyjnie należała do województwa gdańskiego.

## Historia
Wieś leży na terenie historycznej ziemi lęborskiej, z którą dzieliła dosyć zmienne koleje losu. W XIII w. znajdowała się w granicach efemerycznego księstwa białogardzkiego, zarządzanego przez księcia Racibora (zm. 1272), młodszego brata księcia gdańskiego Świętopełka II (zm. 1266), następnie przeszła pod bezpośrednie władanie syna Świętopełka - Mściwoja II (zm. 1294). Bo bezpotomnej śmierci Mściwoja II wraz z całym Pomorzem Gdańskim została przyłączona do Wielkopolski, a po śmierci króla Przemysła II (1296) podlegała kolejnym władcom krakowskim: Władysławowi Łokietkowi (1296-1300) i królowi czeskiemu i polskiemu Wacławowi II (1300-1305). Po śmierci Wacława II i jego syna Wacława III (1306) znalazła się ponownie pod panowaniem księcia Władysława Łokietka, który utracił ją wraz z całym Pomorzem Gdańskim na rzecz Krzyżaków w latach 1308-1309. Po wojnie trzynastoletniej (1454-1466) nie wróciła bezpośrednio do Polski, tylko jako lenno znajdowała się pod zarządem książąt zachodniopomorskich z dynastii Gryfitów, która wymarła w 1637 r. W latach 1637–57 ponownie należała bezpośrednio do Polski, jednak w okresie II wojny północnej (tzw. potopu) została przekazana w lenno margrabiom brandenburskim. Po I rozbiorze Polski (1772) została bezpośrednio przyłączona do brandenburskiej prowincji pomorskiej, od 1870 r. należała do zjednoczonej Rzeszy Niemieckiej, po 1918 r. do Republiki Weimarskiej i III Rzeszy, a po II wojnie światowej jeszcze raz wróciła do Polski. Jeśli przyjmiemy za umowny początek historii Strzelęcina rok 1200, to można wyliczyć, że w ciągu ok. 800 lat swojej historii (do 2000 r.) przez 67 lat (1227-1294) należała do księstwa wschodniopomorskiego, przez 146 lat (1308-1454) do państwa krzyżackiego, przez 173 lata (1772-1945) do Królestwa Pruskiego, II Rzeszy, Republiki Weimarskiej i III Rzeszy, a przez 414 lat do Polski, jednak w tym czasie przez 298 lat (1454-1637, 1657-1772) była lennem polskim w rękach książąt zachodniopomorskich, a później elektorów brandenburskich. 
Średniowieczne dzieje Strzelęcina są bardzo słabo oświetlona źródłami pisanymi. Nie zachowały się dotyczące tych dóbr nadania czy przywileje, znamy jedynie dokument z 1406 r. poświadczający wykupienie za 100 grzywien przez wielkiego mistrza Konrada von Jungingena i komtura gdańskiego Albrechta von Schwarzburga praw do majątku Strzelęcin oraz połowy Paraszyna i Chocielewka od niejakiego Borzysława, syna Będzimira (Borisla, Bandzemir son). Sąsiedztwo dwóch pierwszych posiadłości z Łęczycami i Godętowem wskazuje na to, że ów Borzysław mógł być potomkiem (lub krewnym) rycerza o tym samym imieniu, który w 1357 r. otrzymał od krzyżaków Dąbrówkę Wielką, a tamten z kolei – być może – spadkobiercą wzmiankowanego w 1284 r. Bożeja, właściciela Godętowa i Brzyna nad Jez. Żarnowieckim (niesłusznie utożsamianego niekiedy z Brzeźnem Lęborskim).
Podstawowym zobowiązaniem dziedziców dóbr rycerskich wobec Krzyżaków, tj. lenników (wasali) wobec swojego suwerena, była służba zbrojna, która – jak wynika z przywilejów zachowanych dla innych okolicznych dóbr – określana była jako ein platendienst zcu allen herverten, zcu landweren, czyli służba w zbroi zwanej „płatami” wraz z własną służbą, w granicach kraju, tj. Prus, na każde wezwanie panów zakonnych (czyli bez ograniczeń czasowych). Oprócz tego do jej stałych elementów należało również zobowiązanie do pomagania w budowie nowych zamków i naprawie lub rozbiórce starych. Strzelęcino (Streletzin) jest po raz pierwszy wzmiankowane w rejestrze służb rycerskich komturstwa gdańskiego z ok. 1400 r. jako zobowiązane do jednej tego rodzaju służby rycerskiej (ein dinst).

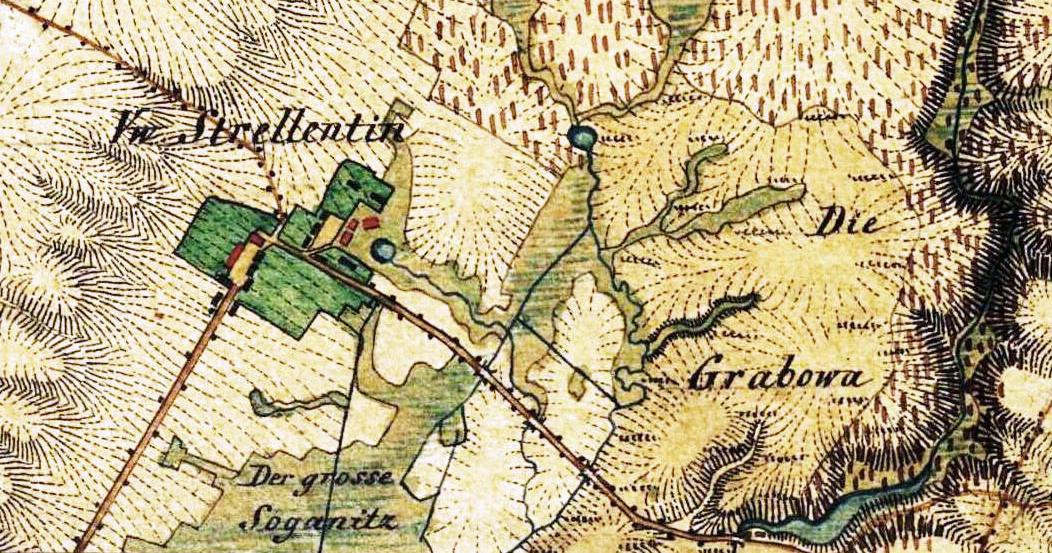
Strzelęcino (gm. Łęczyce) na mapie z 1 poł. XIX w. (ze zbiorów Archiwum Państwowego w Gdańsku).

Obok służby wojskowej drugim rodzajem obciążeń majątków rycerskich na rzecz władzy zakonnej były czynsze pieniężne, daniny w naturze i służby o charakterze gospodarczym. Wymiar tych powinności był zależny od nadań zapisanych w przywilejach, ale także od prawa, którym posługiwali się posiadacze owych majątków. W przypadku Strzelęcina było to tradycyjne prawo polskie, funkcjonujące od czasów przedkrzyżackich. Według rejestru podatkowego okręgu lęborskiego z początku XV w. właściciele Strzelęcina (Trselenczin) byli zobowiązani do płacenia aż trzech różnych podatków określanych jako: swin (świnia), ku lub kuo (niem. Kuh – krowa) oraz prowod (tj. przewód). Posługa zwana „przewodem”, znana w całej średniowiecznej Polsce, polegała na zobowiązaniu do przewożenia przedmiotów należących do władcy lub jego urzędników. Podobnie jak danina „świni i krowy” była ona przypisana do całej wsi, a nie do poszczególnych mieszkających w niej rycerzy. W ciągu XIV w. wszystkie trzy powinności zostały zastąpione przez Krzyżaków ekwiwalentem pieniężnym, wynoszącym odpowiednio: 16 skojców za świnię, 6 skojców za krowę i 4 skojce za "przewód". W sumie zatem właściciele Strzelęcina musieli na początku XV w. wpłacać rokrocznie do kasy urzędnika krzyżackiego w Lęborku 26 skojców ówczesnej monety (1 skojec = 30 fenigów).